# Rocco Morabito (fotograf)

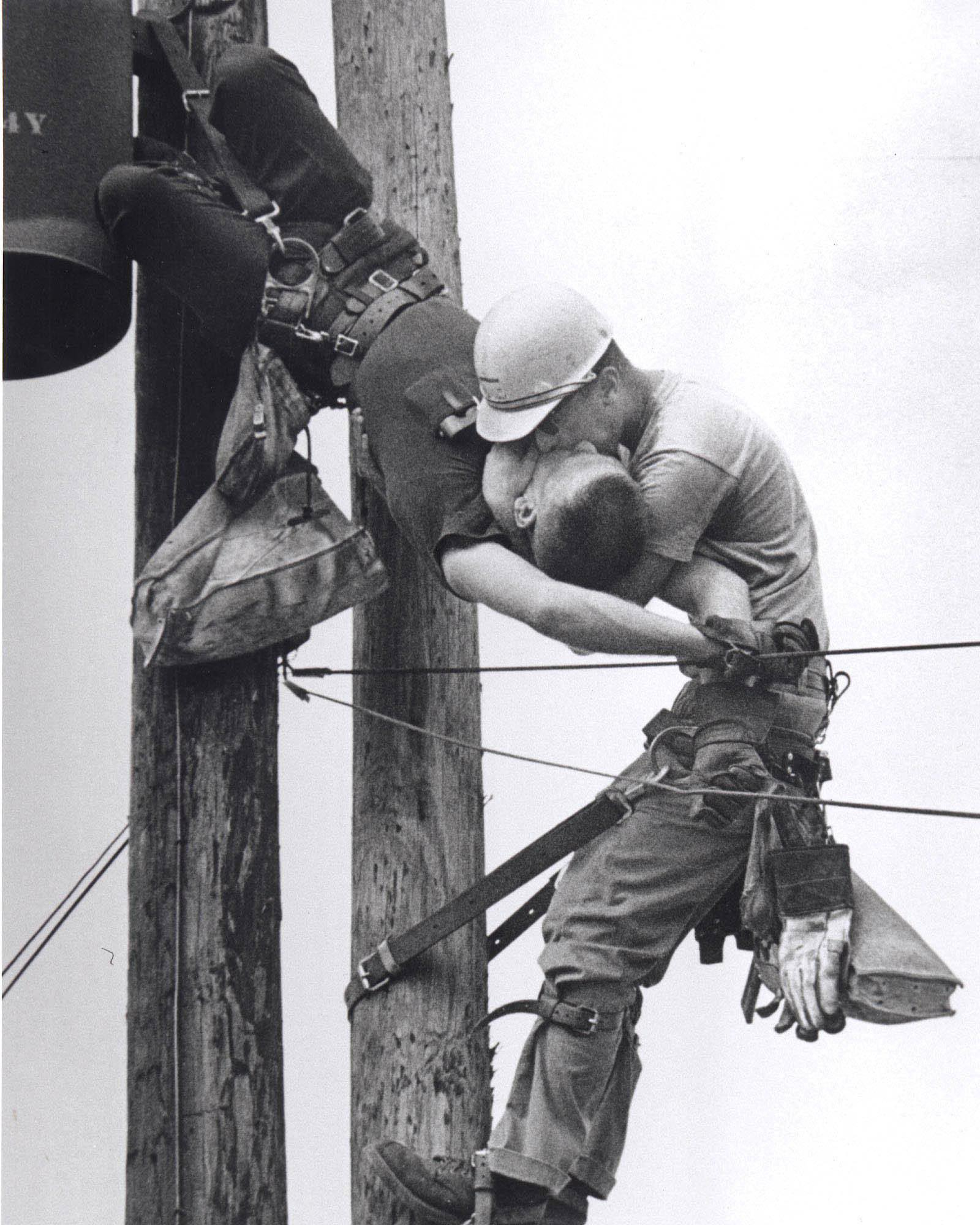
Rocco Morabito: Polibek života, fotografie oceněná Pulitzerovou cenou

Rocco Morabito (2. listopadu 1920 – 5. dubna 2009) byl americký fotograf, který získal Pulitzerovu cenu a většinu své kariéry strávil v Jacksonville Journal.

## Životopis
Morabito vyhrál Pulitzerovu cenu z roku 1968 za snímek „The Kiss of Life“ (Polibek života), Jacksonville Journal který zobrazoval resuscitaci z úst do úst mezi dvěma řemeslníky na elektrickém sloupu. Randall G. Champion byl po kontaktu s elektrickým vedením v bezvědomí jeho kolega J. D. Thompson ho oživoval, zatímco byl v pase připoután ke sloupu. Díky zásahu Thompsona Champion přežil a žil až do roku 2002, kdy zemřel na srdeční selhání ve věku 64 let; Thompson žil ještě do roku 2017. Fotografie byla zveřejněna v novinách po celém světě.
Morabito, narozený v Port Chesteru v New Yorku, se přestěhoval na Floridu, když mu bylo 5 let. Ve věku 10 let pracoval jako novinář a prodával noviny pro Jacksonville Journal. Sloužil ve druhé světové válce ve vzdušných silách armády jako střelec na kulové věži letounu B-17. Po válce se vrátil do časopisu Jacksonville Journal a zahájil svou kariéru fotografováním sportovních akcí pro noviny. V redakci Journalu pracoval 42 let, z toho 33 jako fotograf, až do důchodu v roce 1982.
Morabito zemřel 5. dubna 2009 v hospicové péči.